# Scaphiophryne marmorata
Scaphiophryne marmorata is een kikker uit de familie smalbekkikkers (Microhylidae). De soort werd voor het eerst wetenschappelijk beschreven door George Albert Boulenger in 1882.
De soort is endemisch op het Afrikaanse eiland Madagaskar.
De mannetjes bereiken een lichaamslengte van ongeveer 32 tot 36 millimeter, vrouwtjes worden grotere en bereiken een lengte van 35 tot 44 mm. De kikker heeft een bruine kleur met een groene marmertekening, waardoor het lichaam bijna onzichtbaar is op mos.